# Педару, Кармен
Кармен Педару (эст. Karmen Pedaru; род. 10 мая 1990, Кехра, Харьюмаа) — эстонская топ-модель.

## Ранние годы
Кармен Педару родилась в городе Кехра, Эстония. Когда Кармен было 5 лет, её мама умерла, и воспитанием занималась бабушка. С раннего возраста она интересовалась различными видами спорта. Она играла в баскетбол, футбол и гандбол. Она была вратарём молодёжной сборной Эстонии по футболу в течение года, прежде чем решила начать карьеру модели.

## Карьера модели

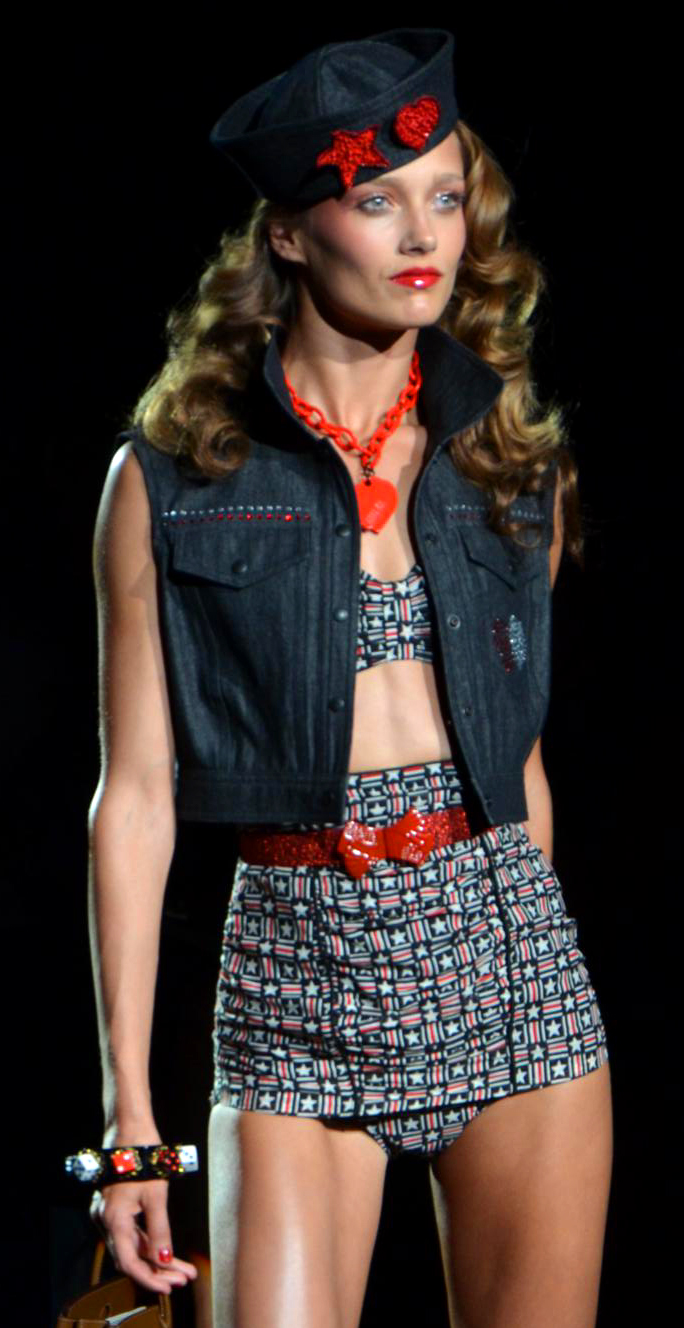
Кармен Педару на показе Anna Sui

Педару дебютировала на подиуме в сентябре 2006 года на показе Christopher Kane в Лондоне. Затем последовал карьерный взлет в сезоне осень-зима 2008, во время которого она приняла участие в 43 шоу на неделях моды в Нью-Йорке, Милане и Париже.
С момента своего дебюта, Кармен выходила на подиум на показах почти всех ведущих дизайнеров и домом мод, включая Alexander McQueen, Balenciaga, Balmain, Burberry Prorsum, Calvin Klein, Carolina Herrera, Chanel, Chloe, Christian Dior, Diane von Furstenberg, Dolce & Gabbana, Emilio Pucci, Ermanno Scervino, Etro, Fendi, Giambattista Valli, Givenchy, Gucci, Hermes, Isabel Marant, Jason Wu, Karl Lagerfeld, Lanvin, Louis Vuitton, Marc Jacobs, MaxMara, Michael Kors, Moschino, Nina Ricci, Ralph Lauren, Roberto Cavalli, Stella McCartney, Tommy Hilfiger, Valentino, Versace, Yves Saint Laurent, а в 2011 году она приняла участие в знаменитом шоу Victoria’s Secret.
В 2010 году Кармен заменила свою соотечественницу и тёзку — топ-модель Кармен Касс, подписав эксклюзивный контракт с американским брендом Michael Kors и став его бессменным лицом, вплоть до сезона осень-зима 2015. Кроме этого, она была лицом Belstaff, Bergdorf Goodman, Bottega Veneta, Chloe, Costume National, D&G, Derek Lam, DL1961, Elie Saab, Emporio Armani, Etro, Fendi, Francesco Scognamiglio, Gap, Gucci, H&M, Hugo Boss, IRO, Jill Stuart, Jimmy Choo, Lança Perfume, Mango, Massimo Dutti, Missoni, New Man, Nicole, Farhi, Ralph Lauren, Salvatore Ferragamo, True Religion, Victoria's Secret, Y-3.
Кармен украшала обложки многих модных глянцевых изданий, среди которых: Vogue (австралийское, испанское, немецкое, мексиканское, португальское, российское, тайское, турецкое и украинское издания), Harper's Bazaar (испанское издание), Numéro (французское, корейское и японское издания), i-D, W (американское и корейское издания), Elle, Lui, Magazine Antidote, Muse Magazine, Pop Magazine, The Last Magazine, Russh и другие. Также она снималась в редакционных таких значимых для любой модели изданиях, как American Vogue, British Vogue, Vogue Paris, Vogue Italia и Harper’s Bazaar U.S.

## Личная жизнь
14 декабря 2012 года вышла замуж за итальянца Рикардо Руини, с которым она познакомилась на съёмках для модного дома Gucci, где он на тот момент работал художественным руководителем.